# Angelika Bachmann
Angelika Bachmann (ur. 16 maja 1979 w Monachium) – niemiecka tenisistka.

## Kariera sportowa
Zawodniczka występująca głównie w turniejach ITF, w których zadebiutowała w 1995 roku, ale sukces odniosła dopiero sześć lat później, w 2001 roku, wygrywając turniej singlowy w Pilźnie w Czechach. W sumie wygrała dwa turnieje singlowe i siedem deblowych tej rangi.
W 1999 roku zadebiutowała w rozgrywkach WTA, dwukrotnie dostając się do turnieju głównego z kwalifikacji. W Taszkencie osiągnęła półfinał imprezy, w którym przegrała z Anną Smasznową. Czterokrotnie udało jej się też zagrać w turniejach wielkoszlemowych, za każdym razem jako kwalifikantka, ale udział kończyła na pierwszej rundzie turnieju głównego.
Po zakończeniu kariery (2009) została instruktorką tenisa w TC GW Luitpoldpark w Monachium.

## Wygrane turnieje singlowe
|    | Data       | Turniej | Kat. | ($)    | Naw.     | Finalistka      | Wynik         |
| 1. | 17/10/2001 | Pilzno  | ITF  | 10 000 | dywanowa | Renata Kucerova | 6:2, 3:6, 6:2 |
| 2. | 03/08/2003 | Pétange | ITF  | 10 000 | ziemna   | Bianka Lamade   | 6:4, 7:6(5)   |